# Assassinat d'Aung San
 (novembre 2023).
Si vous disposez d'ouvrages ou d'articles de référence ou si vous connaissez des sites web de qualité traitant du thème abordé ici, merci de compléter l'article en donnant les références utiles à sa vérifiabilité et en les liant à la section « Notes et références ».
L'assassinat d'Aung San est survenu le 19 juillet 1947 lorsqu'Aung San est assassiné à Rangoun, en Birmanie.

## Contexte
Au cours des dernières années de l'administration britannique de la Birmanie, Aung San se lie d'amitié avec l'avant-dernier gouverneur de Birmanie (en), le colonel Sir Reginald Dorman-Smith (en), un anglo-irlandais avec qui il discute régulièrement de ses difficultés personnelles. Au début de l'année 1946, environ un an avant sa mort, Aung San se plaignit à Dorman-Smith qu'il se sentait mélancolique, qu'il ne se sentait pas proche de ses anciens amis dans l'armée birmane, qu'il avait de nombreux ennemis et qu'il craignait que quelqu'un tenterait de l'assassiner bientôt.

## Déroulement
Un peu après 10 h 30 le 19 juillet 1947, une jeep de l'armée transportant des hommes armés en treillis militaire pénétra dans la cour du Ministers' Building (en), où Aung San avait une réunion avec son nouveau cabinet. Il n'y avait pas de mur ou de porte protégeant le bâtiment du gouvernement, et bien qu'Aung San ait été averti que quelqu'un avait peut-être comploté pour le tuer, les sentinelles gardant le bâtiment n'ont en aucun cas défié ou arrêté la voiture. Quatre hommes de la voiture, armés de trois Tommy Guns, d'un pistolet Sten et de grenades, ont couru les escaliers vers la salle du conseil, ont tiré sur le garde qui se tenait à l'extérieur et ont fait irruption dans la salle du conseil. Les hommes armés ont crié : « Restez assis ! Ne bougez pas ! » Aung San s'est levé et a été immédiatement touché à la poitrine, étant tué sur le coup. Les hommes armés ont aspergé de balles la zone où il se tenait de coups de feu pendant environ trente secondes, tuant immédiatement quatre autres membres du conseil et en blessant mortellement trois autres. Seuls trois personnes dans la salle ont survécu.

## Victimes
Les huit personnes décédées lors de l'assassinat d'Aung San figuraient parmi les dirigeants politiques les plus prometteurs de Birmanie. Thakin Mya (en) était un ministre sans portefeuille qui avait été un leader étudiant et un ami proche d'Aung San. Ba Cho (en), le ministre de l'Information, avait été rédacteur en chef d'un important journal nationaliste. U Razak (en), un musulman tamoul, ministre de l'Éducation, avait été directeur. Ba Win (en), le ministre du Commerce, était le frère aîné d'Aung San. Mahn Ba Khaing (en), le ministre de l'Industrie, était l'un des rares politiciens karen à ne pas avoir boycotté la participation au nouveau gouvernement. Sao Sam Htun (en), le ministre des régions des collines, était un prince shan qui avait activement contribué à convaincre les autres minorités ethniques de rejoindre la Birmanie pour devenir indépendante. Ohn Maung (en) était un sous-ministre au ministère des Transports qui venait d'entrer dans la salle de conférence pour remettre un rapport avant l'assassinat. Le garde du corps d'U Razak, âgé de 18 ans, Ko Htwe (en), a été tué avant que les hommes armés n'entrent dans la pièce.

## Conséquences
Le dernier Premier ministre birman d'avant la Seconde Guerre mondiale, U Saw (qui avait lui-même perdu un œil en survivant à une tentative d'assassinat à la fin de 1946), a été arrêté pour les meurtres le même jour. U Saw a été par la suite jugé et pendu pour sa responsabilité dans l'assassinat, mais il y a eu de nombreuses autres revendications de responsabilité de la part de plusieurs parties depuis la mort d'Aung San. Certains ont affirmé qu'une faction voyous du service de renseignement britannique était responsable. Dans son autobiographie, l'un des trente camarades, le général Kyaw Zaw, a accusé le département de police britannique de Rangoun d'être au courant du complot d'U Saw des jours à l'avance mais de ne rien faire pour l'empêcher. D'autres observateurs ont blâmé les membres supérieurs mécontents de l'armée birmane, affirmant qu'il était inconcevable que U Saw, un homme sans expérience militaire, ait pu planifier et mener l'attaque seul. Le Parti communiste birman a déclaré qu'il faisait partie d'un "complot impérialiste", affirmant qu'Aung San était en pourparlers avec eux pour former un gouvernement de "front unique", et que l'assassinat avait été perpétré pour empêcher cela. U Saw n'a jamais reconnu sa responsabilité et a affirmé que les armes trouvées derrière sa maison, qui ont conduit à sa condamnation, avaient été plantées dans le but de le piéger. L'affirmation de U Saw a été crue par plusieurs autres politiciens qui ne faisaient pas partie du parti d'Aung San, dont le plus ancien était U Ba Pe, qui ont déclaré à la presse qu'ils s'attendaient également à être accusés d'autres crimes par leurs ennemis au sein du nouveau gouvernement. Après la mort d'Aung San, son vieil ami U Nu est devenu le premier ministre et a déclaré publiquement qu'il savait que les britanniques n'étaient pas impliqués dans l'assassinat. Selon le général Kyaw Zaw, c'était la preuve que U Nu faisait partie du complot.
Une variante de la théorie selon laquelle les Britanniques étaient impliqués dans l'assassinat d'Aung San a reçu une nouvelle vie dans un documentaire influent, mais sensationnaliste, diffusé par la BBC à l'occasion du 50e anniversaire de l'assassinat en 1997. Ce qui est ressorti au cours des enquêtes au moment du procès, cependant, était que plusieurs officiers britanniques de bas rang avaient vendu des armes à feu à un certain nombre de politiciens birmans, dont U Saw. Peu de temps après la condamnation de U Saw, le capitaine David Vivian, un officier de l'armée britannique, a été condamné à cinq ans d'emprisonnement pour avoir fourni des armes à U Saw. Vivian a été libérée de prison lorsque les soldats Karen (en) ont capturé la prison d'Insein en mai 1949. Selon le général Kyaw Zaw, il a ensuite vécu avec le peuple Karen à Kawkareik jusqu'en 1950, date à laquelle il est retourné en Thaïlande puis en Angleterre, où il a vécu jusqu'à sa mort en 1980. Peu d'informations sur ses motivations ont été révélées au cours ou après le procès.
Kin Oung, le fils de l'inspecteur de police adjoint qui a arrêté U Saw, a affirmé que U Saw avait acheté les armes trouvées chez lui au marché noir après qu'elles ont été vendues par des soldats britanniques, et non directement par les soldats. Kin Oung a affirmé que les armes, avant d'être introduites en contrebande sur le marché noir, étaient en train d'être transportées à Singapour en vue de leur retrait de Birmanie, de sorte que la possession de ces armes par U Saw n'était pas nécessairement une preuve de la complicité britannique dans l'assassinat d'Aung San mais plutôt la cupidité des soldats individuels. Il a identifié l'officier responsable de la vente des armes comme étant le major Lance Dane, mais a affirmé que Dane et ses associés avaient ensuite été "secrètement libérés" après avoir été emprisonnés. Kin Oung a affirmé que le nom de l'un des assassins d'Aung San était "Yan Gyi Aung".
Outre Aung San, la plupart de son cabinet et U Saw, il y a eu un certain nombre d'autres assassinats et tentatives d'assassinat contre d'autres hommes qui avaient été proches d'Aung San à cette époque. Deux d'entre eux comprenaient l'avocat anglais d'Aung San, Frederick Henry, qui a été assassiné dans sa maison, et F. Collins, un détective privé qui enquêtait sur l'assassinat d'Aung San. Selon le général Kyaw Zaw, ces meurtres étaient la preuve que quelqu'un essayait de dissimuler son implication dans l'assassinat. En septembre 1948, neuf mois après l'indépendance de la Birmanie, quelqu'un a assassiné Tin Tut, qui avait été l'un des plus proches conseillers d'Aung San et qui était à l'époque le premier ministre des Affaires étrangères de la Birmanie, en lançant une grenade dans sa voiture. Les assassins n'ont jamais été arrêtés et personne n'a jamais été accusé de son meurtre. On disait qu'il enquêtait sur l'assassinat d'Aung San au moment de sa mort.

## Commémoration
La journée des martyrs birmans (en) commémore les huit personnes assassinées ce jour-là dont Aung San.